# Megalithanlagen von Magheracar
Bei dem Megalithanlagen von Magheracar handelt es sich um die Reste eines Passage Tombs  sowie eines Wedge Tombs. Magheracar (irisch Machaire Cairthe) ist ein Townland im äußersten Süden des County Donegal nahe Bundoran in Irland. Beide Megalithanlagen liegen bei einer Wohnanlage.

## Passage Tomb
Lage: 54° 28′ 35,4″ N, 8° 18′ 56,5″ W

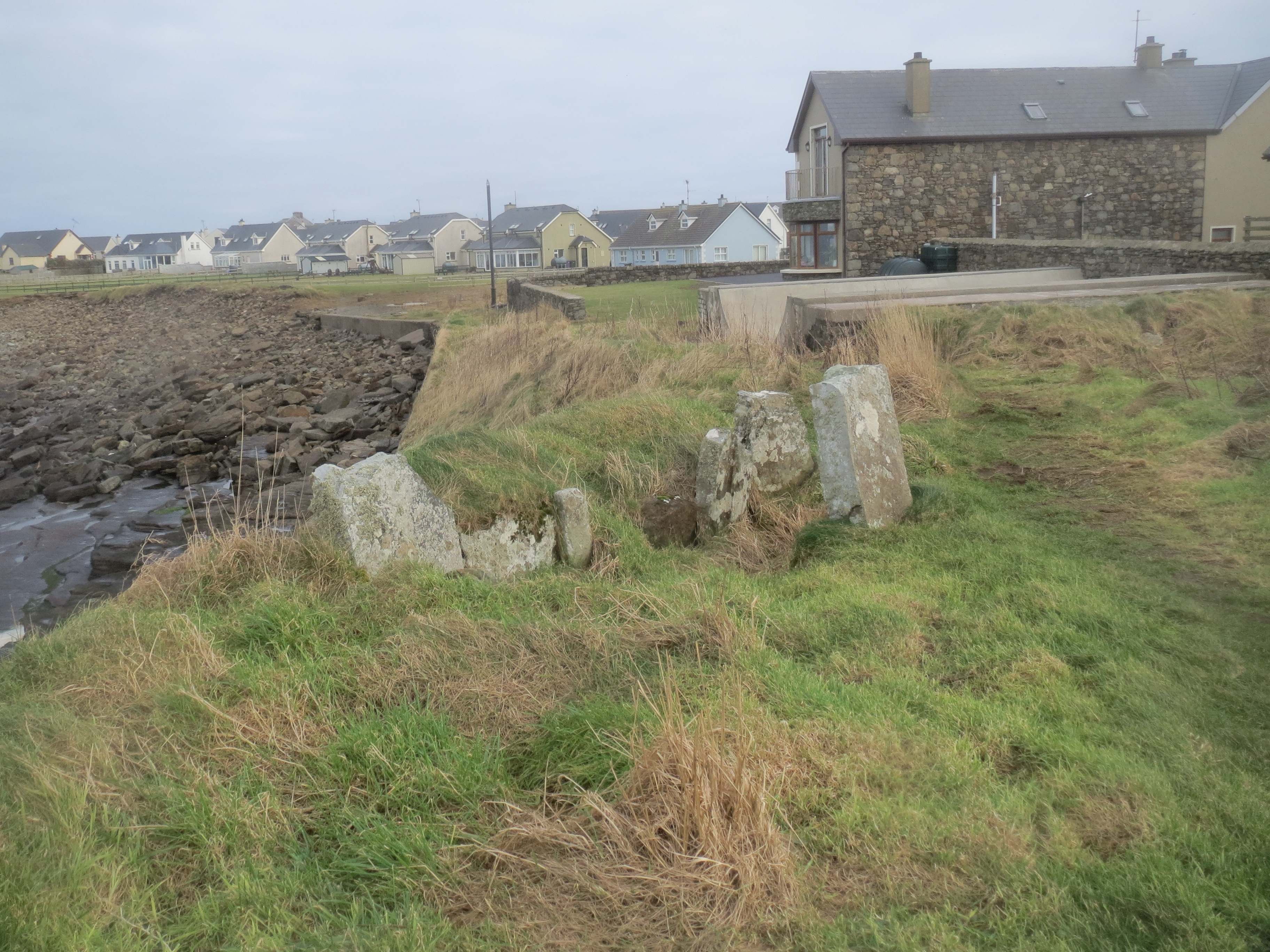
Magheacar Passage Tomb

Das gänzlich undifferenzierte Passage Tomb steht unmittelbar an der steil abfallenden Küste und ist durch Erosion bereits zur Hälfte im Meer versunken. Aus den Resten der südlichsten Megalithanlage im County Donegal war eine schmale, etwa 4,0 m lange trap dezoide Kammer aus mindestens 12 Tragsteinen zu rekonstruieren, die in einem von Randsteinen gefassten Rundhügel lag.
Bei Ausgrabungen 1986 und 1987 war zu erkennen, dass die Anlage in vier Kammern unterteilt war. Es wurden unter anderem auch Reste von Schabern aus Feuerstein sowie Reste von Knochen entdeckt.

## Wedge Tomb
Lage: 54° 28′ 34,9″ N, 8° 18′ 52,6″ W

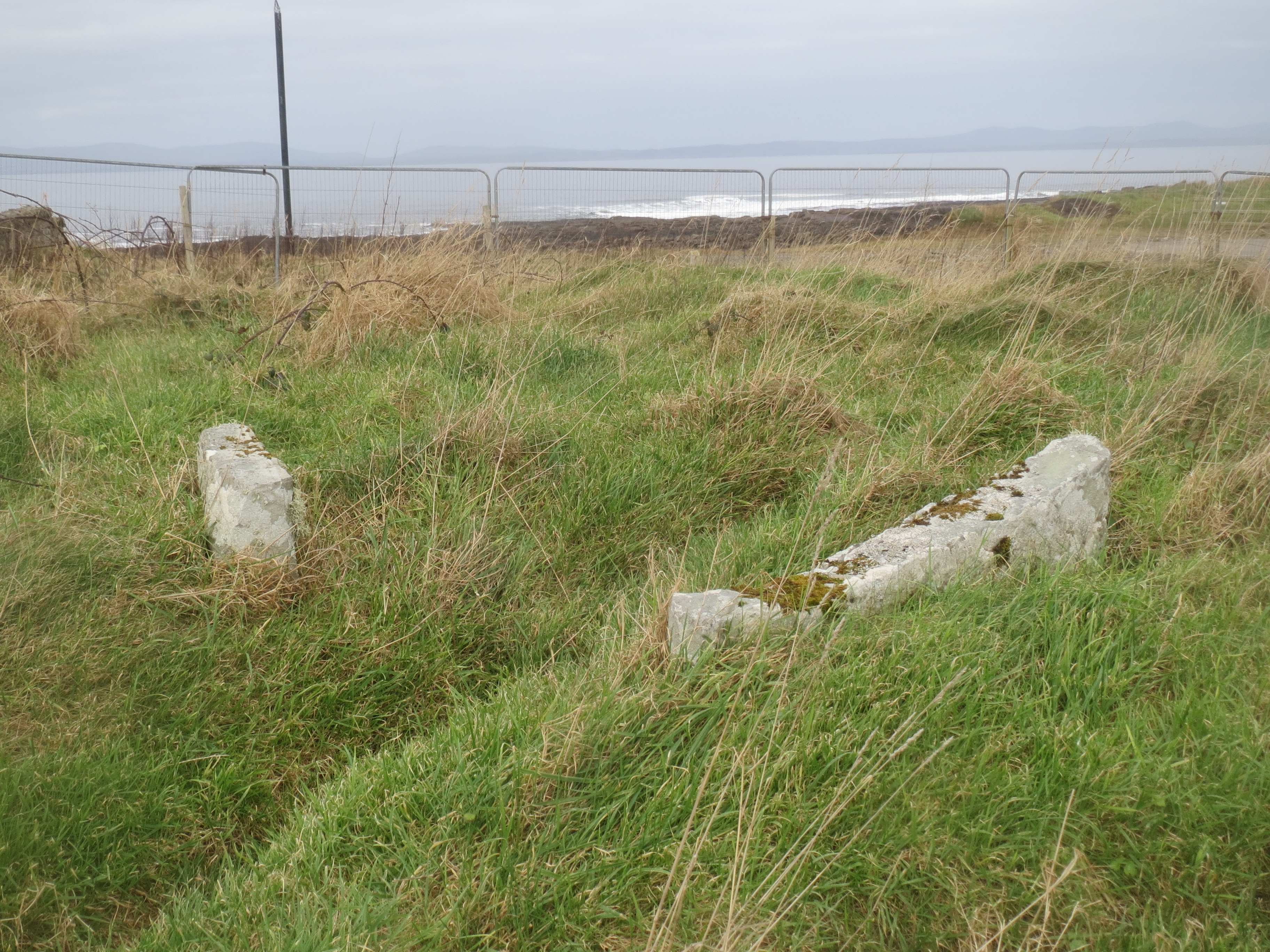
Magheracar Wedge Tomb

Diese Anlage liegt 80 m östlich von dem Passage Tomb. Sie ist im Jahr 2022 nahezu vollständig unter einem flachen Hügel mit einem Durchmesser von 15 m sowie hohem Gras verborgen; lediglich einige Steine ragen heraus.
In der Nähe lagen die Megalithanlagen von Finner.